# Alfred Arnold (Politiker)

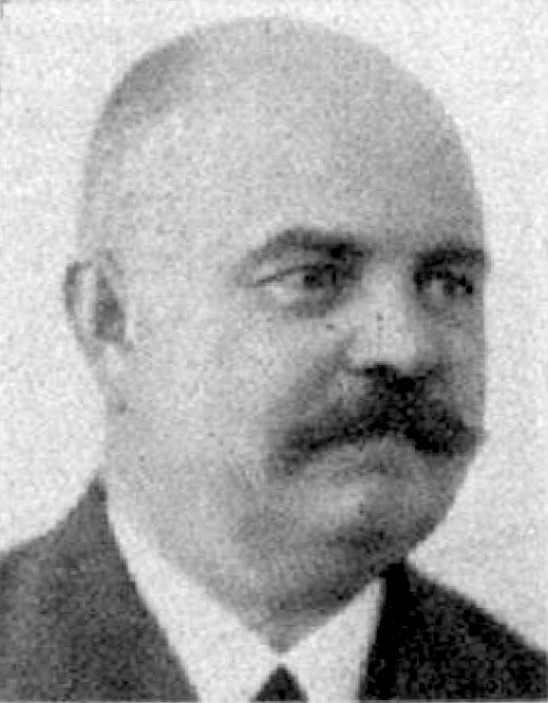
Alfred Arnold, Porträtfoto aus dem Reichstags-Handbuch 1933

Alfred Wilhelm Arnold (* 16. Juni 1888 in Ellhofen; † 27. Mai 1960 in Ingelfingen) war ein deutscher Politiker (NSDAP). Er war 1932 Abgeordneter im Landtag von Württemberg und von 1933 bis 1945 Mitglied des Reichstags. Außerdem war er Fachmann der NSDAP für landwirtschaftliche Angelegenheiten und SS-Brigadeführer.

## Leben
Arnold besuchte von 1894 bis 1902 die Einheits- und Realschule und war danach für zwei Jahre auf verschiedenen Höfen tätig. In den Wintern 1904/05 und 1905/06 besuchte er einen Kurs an der Landwirtschaftlichen Fachschule in Heilbronn. Vom 12. Oktober 1907 bis zum 24. September 1909 gehörte er als Freiwilliger dem Württembergischen Feldartillerie-Regiment Nr. 29 an. Ab Oktober 1909 war er anschließend bis Februar 1914 als landwirtschaftlicher Beamter auf verschiedenen Gütern beschäftigt. Im Februar 1914 übernahm er einen eigenen Hof, musste aber im darauf folgenden Sommer seinen Kriegsdienst antreten. Vom 2. August 1914 bis 1916 nahm er in der 1. Batterie des Ersatz-Feldartillerie-Regiments 65 am Ersten Weltkrieg teil. Danach führte er seinen Hof weiter. Ab 1923 war er Mitglied im Freikorps Freischar und zum 1. Januar 1931 trat er der NSDAP bei (Mitgliedsnummer 595.088). Von Januar 1931 bis April 1933 war er landwirtschaftlicher Kreisfachberater und Bauernredner der NSDAP.

## Karriere im Nationalsozialismus
Arnold wurde 1932 in den Landtag von Württemberg gewählt, dem er bis zu dessen Auflösung 1933 angehörte. Anschließend vertrat er von November 1933 bis 1945 den Wahlkreis 31 im Reichstag. Am 10. April 1933 wurde er Staatskommissar für landwirtschaftliche Staatsaufgaben beim württembergischen Wirtschaftsminister, außerdem landwirtschaftlicher Gaufachberater der Gauleitung Württemberg-Hohenzollern der NSDAP. Im Jahr 1933 wurde er zudem noch württembergischer Staatskommissar für Landwirtschaft und Vorsitzender der Württembergischen Landwirtschaftskammer. Arnold betätigte sich als Gauredner und als Reichsfachredner der NSDAP. Er war 1933 Mitglied des Wirtschaftsrates des Deutschen Auslands-Instituts in Stuttgart und von 1933 bis April 1941 Mitglied des Deutschen Reichsbauernrates. Am 15. Dezember 1933 trat Arnold der SS bei (SS-Nummer 146.716) und avancierte bis 1935 zum SS-Standartenführer. Im Oktober 1936 wurde er Referent in der Dienststelle Vierjahresplan des Gaus Württemberg-Hohenzollern. Am 30. Januar 1937 wurde er SS-Oberführer. Er war Mitglied des Ehrenpräsidiums der Reichsgartenschau 1939 in Stuttgart, und von September 1939 bis 1945 war er Leiter des Landesernährungsamtes in Württemberg. Zudem war Arnold von April 1941 bis 1945 Mitglied des Reichsbeirates für Ernährung und Landwirtschaft. Am 9. November 1942 wurde er Brigadeführer der SS, und am 1. Mai 1944 wurde er zum nebenamtlichen SS-Führer im Stab des SS-Oberabschnitts Südwest ernannt.

## Nachkriegszeit
Arnold geriet am 6. Mai 1945 in Internierungshaft und wurde in den Internierungslagern 74 und 77 in Ludwigsburg und später im Lager 76 in Hohenasperg festgehalten, wo er am 21. Juni 1948 in der Entnazifizierung von der Spruchkammer des Internierungslagers Ludwigsburg als Hauptschuldiger eingestuft wurde. Die Verhandlung vor der Zentralberufungskammer am 6. April 1949 ergab eine Einstufung als Belasteter, und am 16. Januar 1959 wurde er unter Anrechnung der Internierungshaft zu einem Jahr Arbeitslager verurteilt. Außerdem wurden ihm 30 % seines Vermögens entzogen, und ihm wurde für fünf Jahre eine Beschränkung seiner Berufswahl auferlegt. Er richtete mehrere Gnadengesuche an den Ministerpräsidenten. Für die FDP/DVP trat er bei der Bundestagswahl 1957 als Bundestagskandidat im Wahlkreis Crailsheim an, wurde aber nicht gewählt. Er starb 1960 in Ingelfingen.